# 島根県立松江商業高等学校
島根県立松江商業高等学校（しまねけんりつまつえしょうぎょうこうとうがっこう, 英: Shimane Prefectural Matsue Commercial High School）は、島根県松江市にある公立の商業高等学校。略称「松商」（まつしょう）。

## 概要
歴史
1900年（明治33年）に開校した「島根県商業学校」を前身とする。2010年（平成22年）に創立110周年を迎えた。
設置課程・学科
全日制課程 3学科
- 商業科
- 情報処理科
- 国際ビジネス科

校訓
「誠実・質素・勤勉」- 1907年（明治40年）に制定。
校章
「商」の文字を図案化したもの。
校歌
商業学校時代の1908年（明治41年）に制定。作詞は湯川貫一、作曲は新谷八太郎による。歌詞は4番まであり、校名は歌詞に登場しないが、校訓が4番に出てくる。
同窓会
「振商会」（しんしょうかい）と称している。県外では東京・近畿（大阪）・鳥取・米子・広島に、島根県内では安来・東出雲・雲南などに支部を置いている。
財団法人
財団法人振商会として在校生に対し奨学金等の支援を行っている。
模擬会社
「未来創造会社　松商だんだんドットコム株式会社」生徒が中心となって設立された会社である。
「松商だんだんフェスタ」企画・運営をしている。
- 役員

会長1名(松江商業高等学校長)
代表取締役社長1名(松江商業高等学校生徒)
その他(各事業部長各1名ずつ《生徒》)
- 設立理念は

松江を松商から、もっともっと元気にしたい。
松商が日本で一番輝いている学校にしたい。
松商生が日本で一番輝いている生徒でありたい。
松商で学ぶ私たちが、未来の日本を創造します。

## 松商だんだんドットコム
2007年11月1日に開設されたウェブサイト。当時はドロップシッピングによって商品を販売するECサイトであった。名称の「だんだん」は「ありがとう」を意味する感動詞に由来し、客への感謝を表しているほか「だんだんドットコム」と「段々どっと込む」を掛け発展への願いを込めている。地元の産品を全国に人々に知ってもらうことを目標としており、在校生の地元における起業ないしは就職を促すという目的もあったとされる。松江の和菓子や宍道湖のシジミ、イノシシ肉のカレー（飯南町）や出雲そば、あご野焼きなど地元の企業による食品の販売を行っていた。現在は松商だんだんドットコム株式会社の情報提供を行うウェブサイトとして運営されている。

## 沿革
商業学校時代
- 1900年（明治33年）5月 - 殿町171番地に「島根県商業学校」（甲種商業学校）が開校（全国で32番目の商業学校）。
  - 初代校長に橋本基一（前職:大阪商業学校教諭）が就任。
  - 間もなく殿町濠端273番地に移転。
- 1901年（明治34年）
  - 4月1日 - 予科を設置。
  - 6月 - 「島根県立商業学校」に改称。
- 1902年（明治35年）4月 - 島根県師範学校寄宿舎（外中原町46番地）を借用し移転。
- 1903年（明治36年）4月 - 旧・島根県師範学校の校舎（殿町8番地）に移転。
- 1907年（明治40年）
  - 5月 - 皇太子が来校。
  - 9月 - 校訓（誠実・質素・勤勉）を制定。
- 1908年（明治41年）5月 - 校歌を制定。
- 1922年（大正11年）8月 - 野球部、第8回全国中等学校優勝野球大会（全国高等学校野球選手権大会、夏の甲子園大会の前身）に初出場。
- 1925年（大正14年）
  - 4月
    - 野球部、第2回選抜中等学校野球大会（選抜高等学校野球大会、春のセンバツ甲子園大会の前身）に初出場。
    - 予科・本科の別を廃止し、修業年限を5年とする。定員を500名に増員。
- 1926年（大正15年）3月 - 野球部、第3回選抜中等学校野球大会に2回目の出場（2年連続）。
- 1928年（昭和3年）3月 - 西津田町361番地に校舎を新築し移転を完了。野球部、第5回選抜中等学校野球大会に3回目の出場（2年ぶり）。
- 1933年（昭和8年）4月1日 - 「島根県立松江商業学校」に改称[3]。
- 1936年（昭和11年）4月1日 - 定員を750名に増員。
- 1940年（昭和15年）
  - 4月 - 2階建て4教室を増築。
  - 8月 - 第26回全国中等学校優勝野球大会に2回目の出場（18年ぶり）。
- 1943年（昭和18年）
  - 4月 - 中等学校令の施行により、この年度の入学生から修業年限を4年に短縮。
  - 10月 - 教育ニ関スル戦時非常措置方策により、修業年限4年施行の前倒しが決定される（中等学校令施行前の1941年（昭和16年）入学生から適用）。
- 1944年（昭和19年）4月　 - 教育ニ関スル戦時非常措置方策により、「島根県立松江第二工業学校」に転換。
  - 校長は島根県立松江第一工業学校の校長が兼任する。
  - 1年修了者は希望により工業科2年に編入、2・3・4年修了者はそれぞれ商業科3・4・5年生として在籍する。
- 1945年（昭和20年）
  - 3月
    - 修業年限短縮の前倒しにより、4・5年（1940年（昭和15年）・1941年（昭和16年）入学生）合同の卒業式を挙行。
    - 決戦教育措置要綱[4]が閣議決定され、同年4月から翌年3月末まで授業が停止されることとなる。

  - 4月 - 授業を停止。学徒動員（勤労動員）は継続。
  - 5月22日 - 戦時教育令が公布され、授業を無期限で停止することが法制化される。
  - 8月15日 - 終戦。
  - 9月 - 授業を再開。
- 1946年（昭和21年）4月1日 - 工業科を松江第一工業学校に移管し、「島根県立松江商業学校」（再）に改称。修業年限が5年に戻る。
- 1947年（昭和22年）4月1日 - 学制改革（六・三制の実施、新制中学校の発足）
  - 商業学校の生徒募集を停止。
  - 新制中学校を併設（名称:島根県立松江商業学校併設中学校、以下・併設中学校）し、商業学校1・2年修了者を新制中学2・3年生として収容。
  - 併設中学校はあくまで経過措置のため暫定的に設置されたため、新たに生徒募集は行われず、在校生が2・3年生のみの中学校であった。
  - 商業学校3・4年修了者はそのまま商業学校に在籍し、4・5年生となる（4年で卒業することもできた）。

新制・商業高等学校
- 1948年（昭和23年）4月1日 - 学制改革（六・三・三制の実施、新制高等学校の発足）
  - 松江商業学校が廃止され、新制高等学校「島根県立松江商業高等学校」が発足。男女共学を開始。
    - 商業学校卒業生（5年修了者）を新制高校3年生、商業学校4年修了者を新制高校2年生、併設中学校卒業生（3年修了者）を新制高校1年生として収容。
    - 併設中学校は継承され（名称:島根県立松江商業高等学校併設中学校）、在校生が1946年（昭和21年）に商業学校へ最後に入学した3年生のみとなる。
- 1949年（昭和24年）
  - 3月31日 - 最後の卒業生を送り出し、併設中学校を廃止。卒業生は新制高校1年生となる。（修業年限が完全に旧制5年から新制3年に移行）
  - 4月1日 - 高校三原則に基づく公立高等学校再編により、島根県立松江工業高等学校と統合され、「島根県立松江産業高等学校商業科」となる。
    - あくまで組織的な統合であったため、施設・設備は従来のものが当面継続して使用されることとなる。
- 1950年（昭和25年）12月 - 母衣町181番地に移転。
- 1953年（昭和28年）4月1日 - 島根県立松江産業高等学校が「島根県立松江商業高等学校」（再）と島根県立松江工業高等学校の2校に分離。
- 1957年（昭和32年）
  - 7月 - 上乃木町685番地に新校舎が完成し移転を完了。
  - 8月 - 野球部、第39回全国高等学校野球選手権大会（夏の甲子園大会）に出場（17年ぶり3回目の出場、新制高校になってからは初）。
- 1961年（昭和36年）3月 - 野球部、第33回選抜高等学校野球大会（春のセンバツ甲子園大会）に出場（33年ぶり4回目の出場、新制高校になってからは初）。
- 1962年（昭和37年）
  - 6月 - 自動車練習場が完成。
  - 9月 - 食堂が完成。第2体育館の増築が完成。
- 1963年（昭和38年）
  - 3月 - 商業科特別教室を増築。
  - 4月 - 女子経済科（1学級・定員55名）を設置。
  - 11月 - 祈月書院を女子寄宿舎に使用。
- 1964年（昭和39年）4月 - 運動場を拡張。
- 1965年（昭和40年）
  - 3月 - 第1体育館を拡張。
  - 8月 - 女子寄宿舎が完成。
  - 10月 - 体育部室が完成。
- 1966年（昭和41年）9月 - 男子寄宿舎が完成。食堂を拡張。
- 1967年（昭和42年）5月 - 第2運動場が完成。
- 1968年（昭和43年）
  - 5月 - 特別教室棟6教室が完成。
  - 12月 - コンピューターを設置。
- 1970年（昭和45年）7月 - 生徒合宿所・弓道場が完成。
- 1971年（昭和46年）4月1日 - 情報処理科を新設。これにより3学科体制（商業科・情報処理科・女子経済科）となる。
- 1972年（昭和47年）3月 - 野球部、第44回選抜高等学校野球大会に出場（11年ぶり5回目）。
- 1973年（昭和48年）3月 - 野球部、第45回選抜高等学校野球大会に出場（2年連続6回目）。
- 1980年（昭和55年）3月 - 野球部、第52回選抜高等学校野球大会に出場（7年ぶり7回目）。
- 1981年（昭和56年）3月 - 第3体育館が完成。
- 1985年（昭和60年）10月 - 瑞木ケ丘（現在地）に新校舎が完成し、移転を完了。振商会館（同窓会館）、弓道場が完成。
- 1989年（平成元年）4月1日 - 女子経済科の募集を停止し、会計科を新設。
- 1990年（平成2年）4月1日 - 推薦入試を開始。
- 1991年（平成3年）3月31日 - 女子経済科を廃止。
- 1994年（平成6年）4月1日 - 商業科1学級を減じ、国際経済科を1学級新設。4学科体制となる。
- 2001年（平成13年）
  - 3月 - 開校100周年記念式典を挙行。記念事業の一環として平塚運一版画展示室を開設。
  - 4月 - くくり募集（学科の区別なく一括で募集し、2年次に各学科に振り分ける方式）を開始。
- 2002年（平成14年）11月 - 屋外体育施設を整備。
- 2004年（平成16年）4月1日 - この時の入学生から会計科と国際経済科を廃止し、国際ビジネス科を新設。
- 2006年（平成18年）3月31日 - 最後の卒業生を送り出し、会計科と国際経済科を廃止。
- 2008年（平成20年）11月 - 第1回松商物産館を実施。
- 2012年 （平成24年）
  - 5月 - 未来創造会社松商だんだんドットコム(模擬会社)設立。
  - 12月 - 第1回松商だんだんフェスタ開催。（2日間）
- 2013年 （平成25年）12月 - 第2回松商だんだんフェスタ開催。（2日間）
- 2014年 （平成26年）12月 - 第3回松商だんだんフェスタ開催。（2日間）
- 2015年 （平成27年）12月 - 第4回松商だんだんフェスタ開催。（2日間）

## 部活動
運動部
- 野球部 - 商業学校時代から数えると、全国高等学校野球選手権大会（夏）に3回、選抜高等学校野球大会（春）に7回出場している。
- ソフトボール部
- バレーボール部
- バスケットボール部 - 女子はウインターカップに28回出場している。男子もインターハイやウインターカップに出場経験がある。
- バドミントン部
- ソフトテニス部
- 卓球部
- サッカー部 - 女子は島根県女子サッカーリーグに所属している。
- 陸上競技部 - 学校在学中の生徒がアジア代表に選出
- 弓道部
- 水泳部
- 剣道部

文化部
- 文芸部
- 書道部
- 美術部
- 写真部
- 茶華道部
- 吹奏楽部
- ESS （English Speaking Society）
- 演劇部
- JRC（Junior Red Cross）
- 放送部
- 家庭部
- ワープロ部
- コンピュータ部
- 珠算部
- 商業研究部

## 著名な卒業生
- 周藤吉之（東洋史学者、東京大学教授、日本学士院賞受賞者）
- 山本栄一郎（プロ野球選手）
- 山城章（経営学者、一橋大学名誉教授）
- 芦田伸介（俳優）
- 木村忠雄（プロ野球選手）
- 三島正三（プロ野球選手）
- 小室光男（プロ野球選手）
- Miki（グライダーヴォーカル）
- 三代直樹（元陸上選手、富士通所属）
- 小泉清三郎（実業家、小泉商店代表社員）
- イエスハッピー! さやか、こころ（アイドル）
- kotonoha（ガールズユニット）
- 坂本ひろ美（SARD UNDERGROUND）
- 青山聖佳 （陸上選手、大阪成蹊大学）

## 交通アクセス
最寄りの鉄道駅
- JR西日本 山陰本線 「乃木駅」

最寄りのバス停
- 松江市交通局　「商業高校前」バス停

最寄りの道路
- 松江道路（国道9号松江バイパス）

## 周辺
- 松江市立乃木小学校
- 松江市立湖南中学校
- 島根県立松江南高等学校
- 島根県立松江工業高等学校
- 島根県立松江農林高等学校
- 島根県立大学・島根県立大学短期大学部（松江キャンパス）
- 松江総合運動公園・島根県立水泳プール
- 松江市立病院・松江市保健福祉総合センター
- 田和山史跡公園（田和山遺跡）

## その他
- 国家資格の基本情報技術者試験（FE）の午前科目免除制度の認定校となっている[5][6]。これは島根県内に存在する高等学校としては唯一のものである。